# Javernant
Javernant é uma comuna francesa na região administrativa de Grande Leste, no departamento de Aube. Estende-se por uma área de 5,62 km². Em 2010 a comuna tinha 156 habitantes (densidade: 27,8 hab./km²).